# Centre d'Estudis Polítics i Constitucionals
El Centro de Estudios Políticos y Constitucionales, antic Instituto de Estudios Políticos del franquisme2019 és un organisme autònom que depèn del Ministeri de la Presidència i la missió de la qual és analitzar la realitat jurídica i sociopolítica mundial, prestant especial atenció a aquelles qüestions relatives al Dret espanyol i a les institucions iberoamericanes, així com a les relacions d'aquests països amb Europa.
Adolfo Suárez va encarregar al professor d'Història de les Idees Polítiques, Fernando Prieto Martínez, la transformació de l'antic Institut d'Estudis Polítics en un centre d'anàlisi politòleg encarregat de preparar la democràcia, convertint-se en el seu primer director.
Durant els anys vuitanta i noranta, van ser directors del Centre els catedràtics Elías Díaz i Francisco Laporta. Durant els governs de José María Aznar, el centre va estar dirigit per la catedràtica i acadèmica Carmen Iglesias. Al maig de 2004, després de la victòria del Partit Socialista, va ser triat Director General del Centre José Álvarez Junco, Catedràtic d'Història del Pensament i els Moviments Polítics i Socials de la Facultat de Ciències Polítiques i Sociologia de la Universitat Complutense de Madrid.
El 19 de maig de 2008 va prendre possessió del càrrec com a Directora General del Centre Paloma Biglino Campos, Doctora en Ciències Polítiques i Sociologia i Llicenciada en Dret, Catedràtica i anterior degana de la facultat de Dret de la Universitat de Valladolid.
Benigno Pendás García, Catedràtic de Ciència Política de la Universitat CEU San Pablo i Lletrat de les Corts Generals des de 1981, va prendre possessió del càrrec de Director General del Centre d'Estudis Polítics i Constitucionals l'1 de febrer de 2012.
La seu de l'organisme és el Palau de Godoy declarat en 1962 monument Històric Artístic situat a la plaça de la Marina Espanyola, 9 de Madrid.